# Río Aksaút
El río Aksaút o Jasaút (en ruso: Аксау́т, Хасаут, en karachái-bálkaro: Схауат, Sjauat, en túrquico: Ak suat) es un río del Gran Cáucaso en el distrito de Zelenchuk de la república de Karacháyevo-Cherkesia del sur de Rusia, en la reserva natural de Teberdá (sus fuentes). Es uno de los componentes del Mali Zelenchuk, que desemboca en el río Kubán.

## Etimología
Traducido del idioma turco, Ak Suatsignifica "agua blanca (limpia) donde se abreva a los caballos". Y en karachái-balkaro, Aksaut significa: Ak - "blanco", Sur (Sauut) - "caparazón", "cota de malla".

## Curso

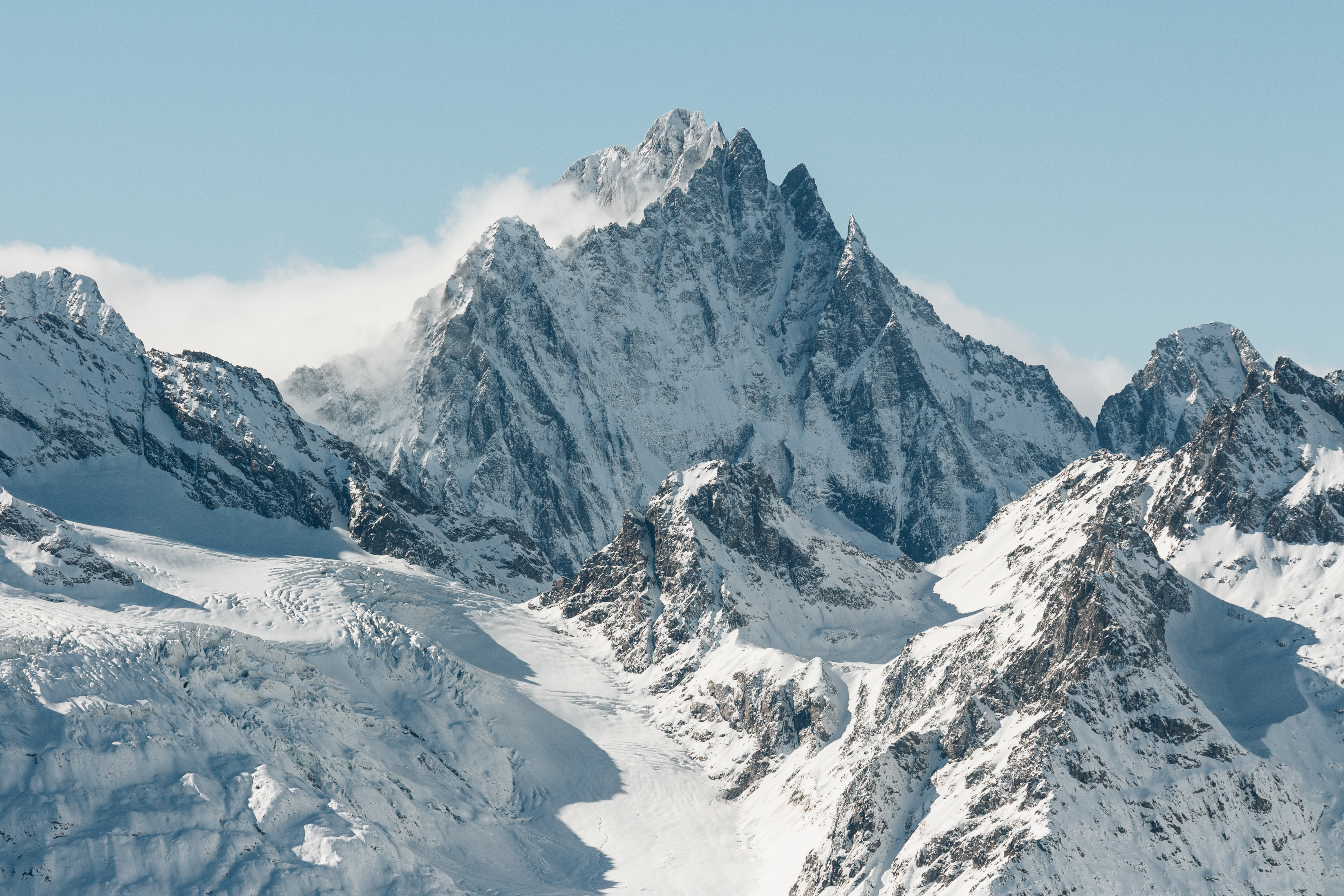
Pico Aksaút.

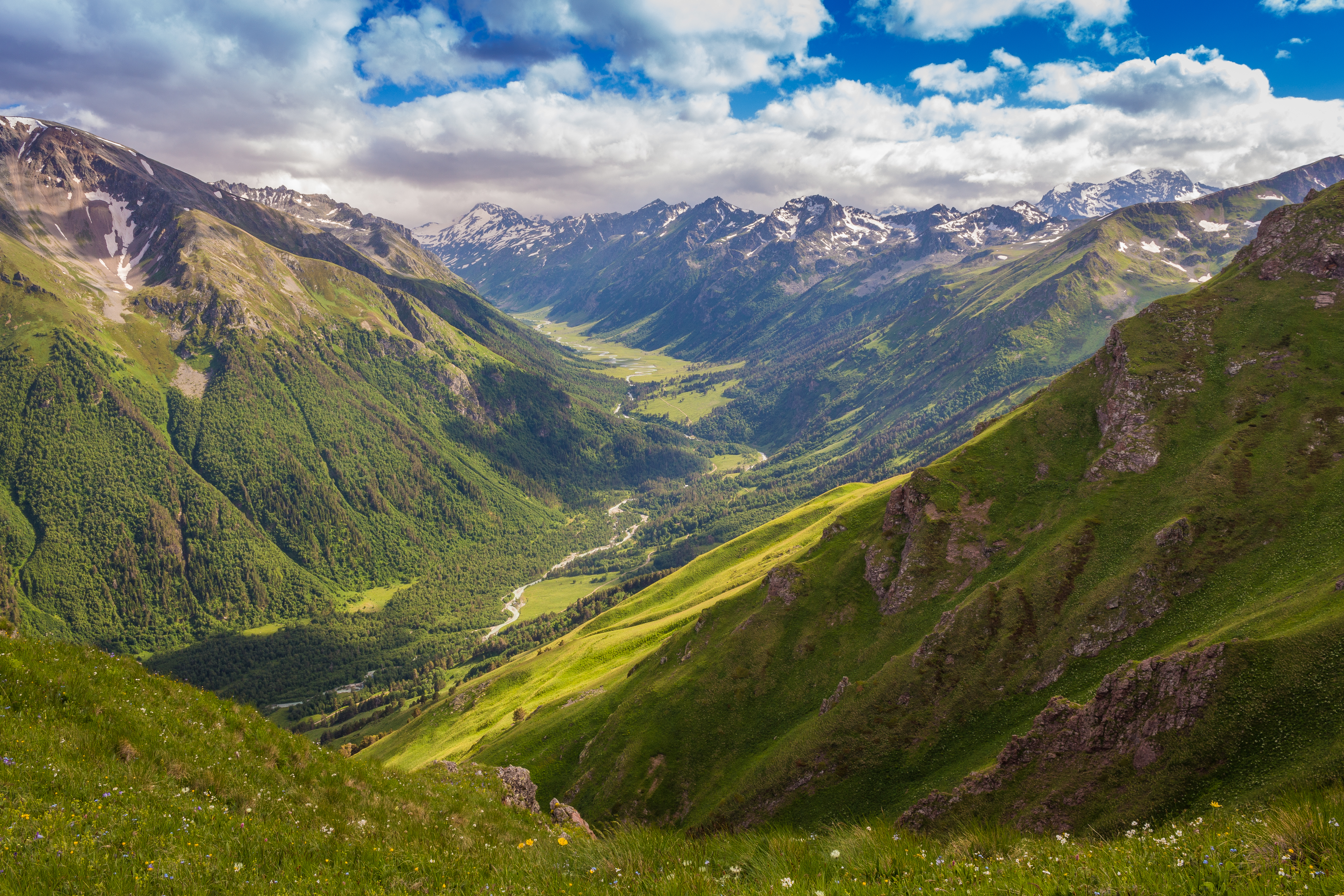
Valle del río Aksaút.

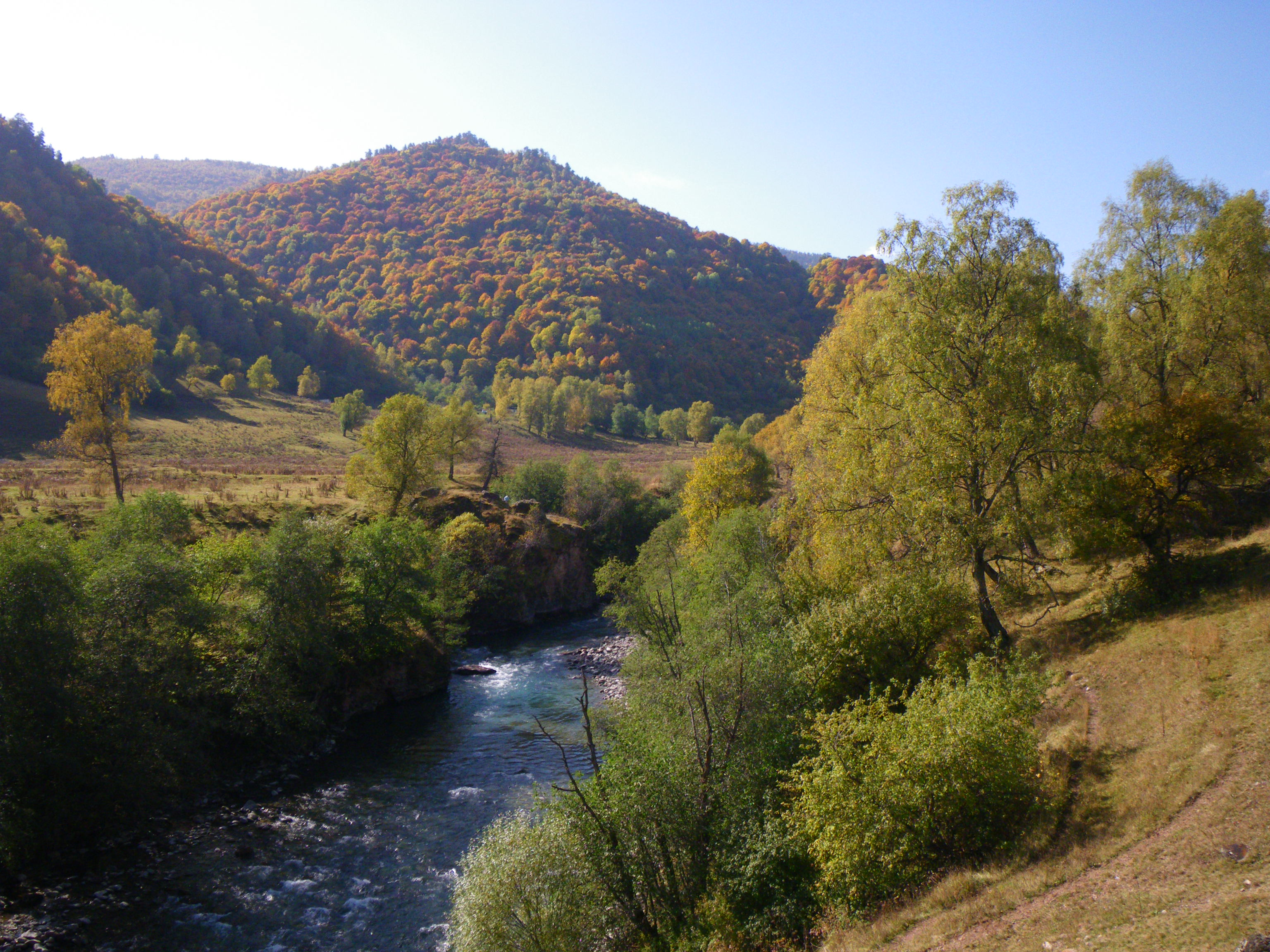
Otra vista del valle.

El Aksaút es uno de los ríos más caudalosos que atraviesa el territorio de Karachay-Cherkessia. El río nace en el glaciar Jasaút, entre los picos Karakaya Atsaútskaya (3890 m, al oeste), Aksaút o Etsajo (3910 m, al sur) y Sulajat (3409m) y Kichi-Teberdá (3574 m) al este. 
Su curso discurre al norte predominantemente, con un tramo al nordeste en su curso medio. La longitud del río es de 77 km, el área de la cuenca de drenaje es de 843 km². Fluye a través de un valle que se extiende de sur a norte entre las altas cadenas montañosas de Misti-Bashi y Aksaút. Esta cresta en algunas zonas lleva diferentes nombres: Guitche-Teberdinsky, Ak, Badukski, Jadzhibéiski, Kinir-Chat, Gidamski y otros. Pero en general, este complejo conjunto de cadenas montañosas, atravesado por valles y desfiladeros, puede denominarse Aksaút-Teberda. En este sistema se hallan varios pasos, como el de Alibek, Gitche-Teberdá, Juti, Baduk y Muhu.
Sus principales afluentes en la cabecera son el Dzhalovchat (derecha), Kara-Kaya (izquierda) y Kti-Teberdá (derecha). En su curso medio destacan el Jodiuk, Kizil-Aush y Oblchad (izquierda), Marka (derecha), Chaul Chad y Markoyaga (izquierda), Mali Kolchad, Kinguir-Chadsu, Dzhiguitala, Juria-Su (derecha), Medvezhia (izquierda), Kishket y Bélaya (derecha), Osinovaya (izquierda, poco después se halla la localidad Jasaút-Grechéskoye) y el Kardonik (derecha, justo después de pasar por Kardoníkskaya). 
8 km al norte de Jasaút-Grechéskoye el río se halla represeado. De esta presa sale un canal de 18 km hacia el nordeste que conduce agua hasta un embalse sobre el aúl Kumish, en el valle del río Kubán. 5 km al norte de Kardonískaya confluye con el Maruja para formar el río Mali Zelenchuk.

## Historia
En la orilla izquierda de Aksaút, a 10-12 km del pueblo Jasaút-Grechéskoye, hay una torre de planta casi cuadrada (6x6,3 m), orientada a los puntos cardinales, construida con piedra labrada sobre mortero de cal. El espesor de los muros es de 1,4 m. La altura del muro norte conservado es de 1,6 m.
En el valle fueron asentados griegos del Imperio otomano a finales del siglo XIX, como en Jasaút-Grechéskoye.

## Turismo en el valle
El valle del Aksaút es uno de los rincones más pintorescos de la república de Karachái-Cherkesia. La región montañosa más alta del Cáucaso occidental, que se extiende hasta el Elbrús, comienza con una sección de la cordillera principal, con la que la que lindan las gargantas del Maruja, y Chjalta. En este tramo de 20 kilómetros, tres picos tienen una altura de más de 3800 metros. El lado norte presenta una importante glaciación (alrededor de 3,5 km² en el glaciar Maruja, más de 17 km² en el Aksaút). Amplias zonas del valle están ocupados por explotaciones ganaderas.